# Erik Scavenius
Erik Julius Christian Scavenius, né le 13 juillet 1877 à Klintholm, Møn et mort le 29 novembre 1962 à Gentofte, est un homme politique danois. Plusieurs fois ministre des Affaires étrangères, il est ministre d'État du Danemark de novembre 1942 jusqu'à la démission de son gouvernement le 29 août 1943.

## Biographie
Issu d'une famille noble danoise, il obtient un diplôme d'économie en 1901. Il travaille au ministère des Affaires étrangères avant de devenir secrétaire à l'ambassade du Danemark à Berlin de 1906 à 1908. Il devient ministre des Affaires étrangères de 1909 à 1910, consul à Vienne et Rome de 1912 à 1913, puis à Stockholm et de nouveau chef de la diplomatie danoise entre 1913 et 1920. Il s'évertue pendant la Première Guerre mondiale à garder son pays en dehors du conflit. Entre 1925 et 1927, il est de nouveau membre du Landsting, alors une des deux chambres du Parlement où il siège dans les rangs du Parti social-libéral. De 1932 à 1940, il est le patron d'un quotidien national Politiken. Le 9 novembre 1942, il est désigné ministre d'État (chef du gouvernement) par le Parlement après la destitution du cabinet de Wilhelm Buhl sous la pression allemande. Fin 1942, à la suite de la nomination de Werner Best, l'ex-adjoint de Heydrich, comme plénipotentiaire au Danemark, Scavenius menace de démissionner avec son cabinet si les Allemands exigent des mesures anti-juives. Au cours de l'été suivant, l'agitation populaire et les actes de sabotage de la résistance danoise ne cessant de croître, l'état d'urgence est décrété par les autorités d'occupation le 27 août. Deux jours plus tard, l'armée danoise est dissoute par les Allemands et le cabinet Scavenius démissionne.